# ایوان لانی
ایوان لانی (انگلیسی: Ivan Lanni؛ زادهٔ ۳۰ ژوئن ۱۹۹۰) بازیکن فوتبال اهل ایتالیا است.
از باشگاه‌هایی که در آن بازی کرده‌است می‌توان به باشگاه فوتبال آ.اس. رم، باشگاه فوتبال آسکولی، باشگاه فوتبال پیزا، و باشگاه فوتبال لچه اشاره کرد.